# Spessart

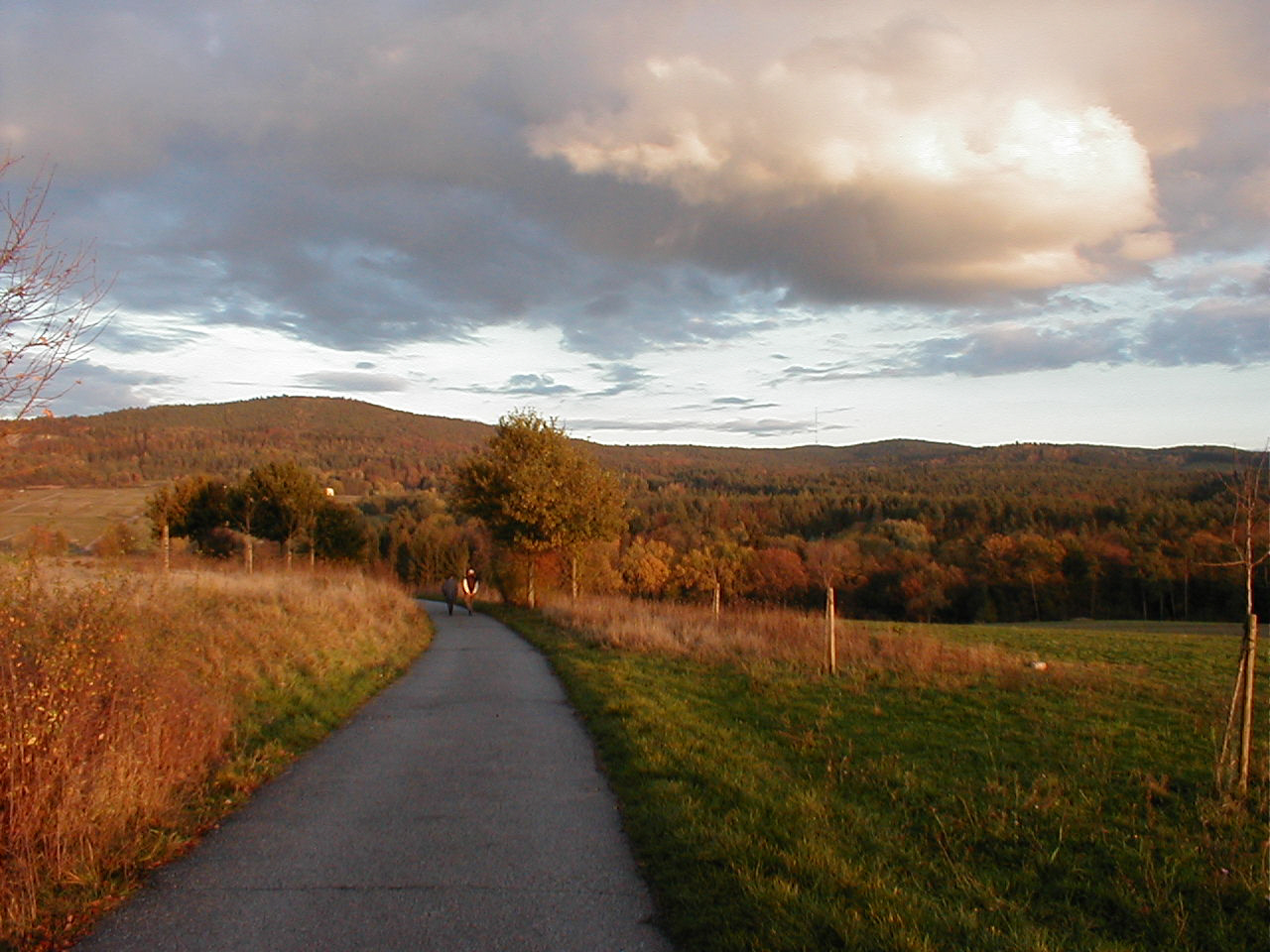
Neurod.

Los montes Spessart forman una cadena montañosa baja en el noroeste de Baviera y Hesse meridional, Alemania. Está limitada por tres lados por el río Meno. Las dos ciudades más importantes ubicadas a los pies de los Spessart son Aschaffemburgo y Wurzburgo.
Aunque los Spessart forman una cadena montañosa más o menos circular, su principal cordal se extiende desde el suroeste al noreste. Continúa por la selva de Oden en el suroeste y por el Rhön en el noreste.
Su pico más alto es el Geiersberg (586 m), que se alza más de 400 m sobre el valle del Meno. Aparte de los bordes, la región está escasamente pobladas. Dos parques naturales, llamados Spessart bávaro y Spessart de Hesse ocupan amplias zonas de las colinas.
- Datos: Q182470
- Multimedia: Spessart / Q182470